# Tim Parnell
Reginald Harold Haslam „Tim“ Parnell (* 25. Juli 1932 in Derby; † 5. April 2017) war ein britischer Automobilrennfahrer und Teammanager. Tim Parnell war der Sohn des britischen Rennfahrers und Rennstallbesitzers Reg Parnell.

## Karriere
Obwohl Tim Parnell nie ganz in die Fußstapfen seines bekannten Vaters treten konnte, gelang es ihm, einige Erfolge als Fahrer im Motorsport zu erzielen. Nach einem missglückten Versuch sich für den Großen Preis von Großbritannien 1959 zu qualifizieren, bestritt er 1960 eine komplette Saison in der Formel Junior.
1961 folgte der Einstieg in die Automobil-Weltmeisterschaft. Mit einem Lotus 18 fuhr er den Großen Preis von Großbritannien und den Großen Preis von Italien. Beim britischen Grand Prix fiel er aus, auf der italienischen Traditionsstrecke wurde er Zehnter.
Nachdem er 1962 das ganze Jahr wegen einer Krankheit aussetzen musste, kehrte er 1963 zurück und engagierte sich nach dem plötzlichen Tod seines Vaters um dessen Rennstall Reg Parnell Racing. Die eigene Rennfahrerkarriere wurde zurückgestellt. Ende 1963 beendete er seine Rennkarriere und wurde Teammanager. Nach dem Ende des Reg Parnell Teams dirigierte Parnell viele Jahre die Rennaktivitäten von B.R.M. In den 1960er-Jahren managte er auch die Rennfahrer Mike Spence und Pedro Rodríguez.
Er starb im April 2017.

## Statistik

### Statistik in der Automobil-Weltmeisterschaft
Diese Statistik umfasst alle Teilnahmen des Fahrers an der Automobil-Weltmeisterschaft, die heutzutage als Formel-1-Weltmeisterschaft bezeichnet wird.

#### Gesamtübersicht
| Saison | Team        | Chassis  | Motor         | Rennen | Siege | Zweiter | Dritter | Poles | schn. Rennrunden | Punkte | WM-Pos. |
| ------ | ----------- | -------- | ------------- | ------ | ----- | ------- | ------- | ----- | ---------------- | ------ | ------- |
| 1961   | Tim Parnell | Lotus 18 | Climax 1.5 L4 | 2      | −     | −       | −       | −     | −                | −      | NC      |
| Gesamt | Gesamt      | Gesamt   | Gesamt        | 2      | −     | −       | −       | −     | −                | −      |         |

#### Einzelergebnisse
| Saison | 1 | 2 | 3 | 4   | 5   | 6  | 7 | 8 | 9 | 10 |
| ------ | - | - | - | --- | --- | -- | - | - | - | -- |
| 1959   |   |   |   |     |     |    |   |   |   |    |
|        |   |   |   | DNQ |     |    |   |   |   |    |
| 1961   |   |   |   |     |     |    |   |   |   |    |
|        |   |   |   | DNF |     | 10 |   |   |   |    |
| 1963   |   |   |   |     |     |    |   |   |   |    |
|        |   |   |   |     | DNQ |    |   |   |   |    |

| Legende  | Legende            | Legende                                                          |
| Farbe    | Abkürzung          | Bedeutung                                                        |
| -------- | ------------------ | ---------------------------------------------------------------- |
| Gold     | –                  | Sieg                                                             |
| Silber   | –                  | 2. Platz                                                         |
| Bronze   | –                  | 3. Platz                                                         |
| Grün     | –                  | Platzierung in den Punkten                                       |
| Blau     | –                  | Klassifiziert außerhalb der Punkteränge                          |
| Violett  | DNF                | Rennen nicht beendet (did not finish)                            |
| Violett  | NC                 | nicht klassifiziert (not classified)                             |
| Rot      | DNQ                | nicht qualifiziert (did not qualify)                             |
| Rot      | DNPQ               | in Vorqualifikation gescheitert (did not pre-qualify)            |
| Schwarz  | DSQ                | disqualifiziert (disqualified)                                   |
| Weiß     | DNS                | nicht am Start (did not start)                                   |
| Weiß     | WD                 | zurückgezogen (withdrawn)                                        |
| Hellblau | PO                 | nur am Training teilgenommen (practiced only)                    |
| Hellblau | TD                 | Freitags-Testfahrer (test driver)                                |
| ohne     | DNP                | nicht am Training teilgenommen (did not practice)                |
| ohne     | INJ                | verletzt oder krank (injured)                                    |
| ohne     | EX                 | ausgeschlossen (excluded)                                        |
| ohne     | DNA                | nicht erschienen (did not arrive)                                |
| ohne     | C                  | Rennen abgesagt (cancelled)                                      |
| ohne     | keine WM-Teilnahme |                                                                  |
| sonstige | P/fett             | Pole-Position                                                    |
| sonstige | 1/2/3/4/5/6/7/8    | Punktplatzierung im Sprint-/Qualifikationsrennen                 |
| sonstige | SR/kursiv          | Schnellste Rennrunde                                             |
| sonstige | *                  | nicht im Ziel, aufgrund der zurückgelegten Distanz aber gewertet |
| sonstige | ()                 | Streichresultate                                                 |
| sonstige | unterstrichen      | Führender in der Gesamtwertung                                   |

### Einzelergebnisse in der Sportwagen-Weltmeisterschaft
| Saison | Team        | Rennwagen | 1   | 2   | 3   | 4   | 5   |
| ------ | ----------- | --------- | --- | --- | --- | --- | --- |
| 1959   | Reg Parnell | Lotus 15  | SEB | TAR | NÜR | LEM | RTT |
| 1959   | Reg Parnell | Lotus 15  | DNF |     |     |     |     |